# Corti Valenciane
Le Corti Valenciane (ufficialmente e in valenciano Les Corts o Corts Valencianes, in spagnolo Las Cortes o Las Cortes Valencianes) sono l'organo legislativo principale della Generalitat Valenciana e quindi della Comunità Valenciana (Spagna). Attualmente le Corti hanno come sede il Palazzo di Benicarló nella città di Valencia.

## Organizzazione, normativa e composizione

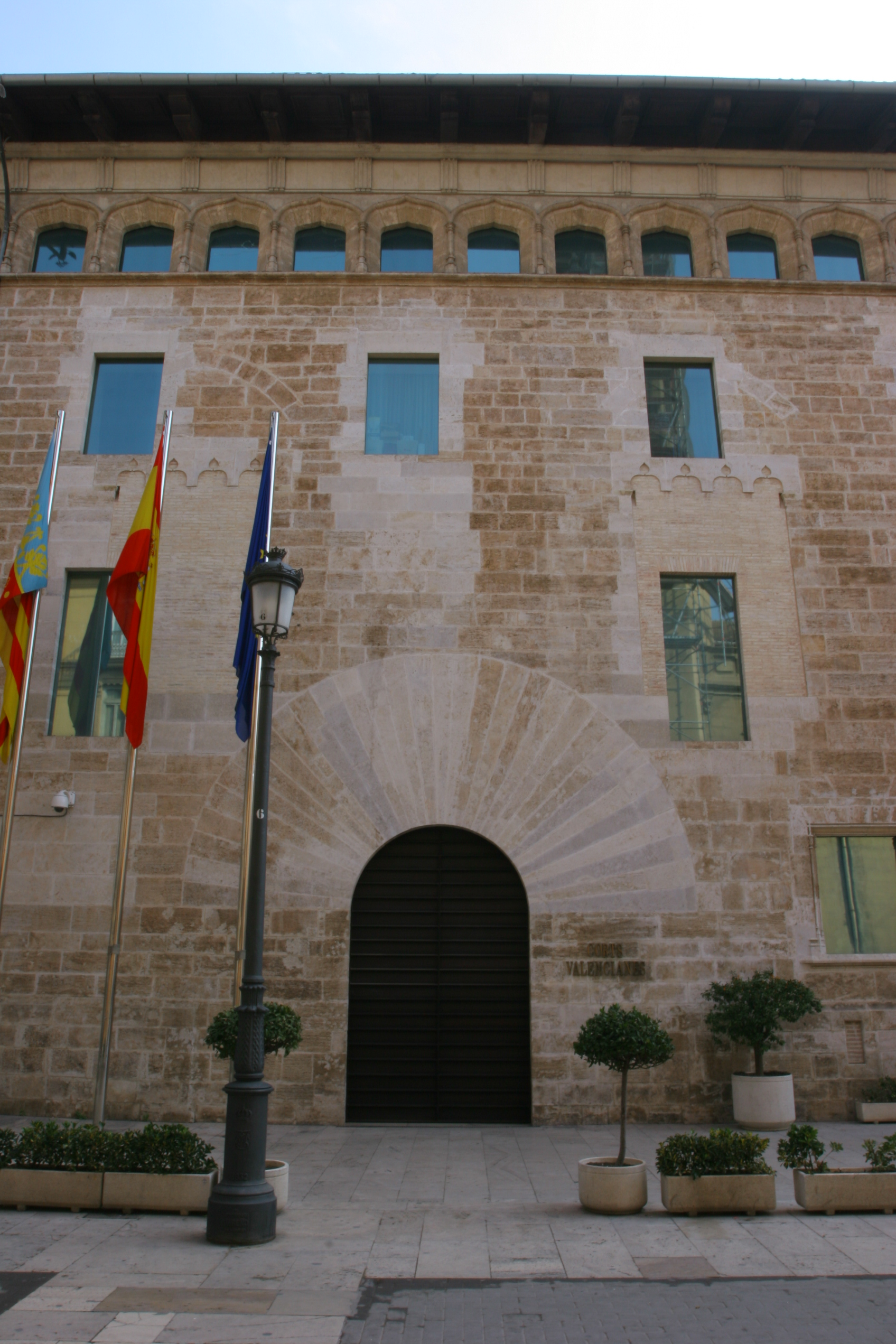
Entrata principale delle Corti Valenciane.

Secondo lo Statuto d'Autonomia della Comunità Valenciana, le Corti Valenciane sono l'istituzione della Generalitat Valenciana che rappresenta il popolo valenciano attraverso i suoi parlamentari, eletti tramite suffragio universale diretto, libero e segreto.
La denominazione Cortes Valencianas trae origine dalla volontà di recupero della denominazione storica, ma il sistema di rappresentanza, competenza e funzionamento non è come quello delle Corti Valenciane storiche, le quali rappresentavano i tre poteri: ecclesiastico, militare/nobiliare e reale.
Lo Statuto d'Autonomia menziona le Corti Valenciane fondamentalmente nel secondo capitolo, titolo II, anche se sono presenti riferimenti anche in altri articoli. Lo Statuto semplicemente indica la composizione delle Corti, le loro funzioni, i principi basilari del sistema elettorale, e detta una bozza generale dello Statuto dei Deputati. Tra le leggi che sviluppano lo Statuto, il Regolamento delle Corti Valenciane regola l'organizzazione e il funzionamento delle Corti. Il primo Regolamento delle Corti venne approvato nella fase di transizione democratica, e da quel momento il regolamento è stato modificato in varie occasioni. Il Regolamento attuale è del 18 dicembre del 2006.
Secondo lo Statuto d'Autonomia le Corti Valenciane sono composte da un numero di deputati compreso tra 75 e 100. L'attuale Legge elettorale stabilisce il numero di 99 deputati, essendo la provincia la circoscrizione elettorale. Nella VI legislatura furono eletti 30 deputati per la circoscrizione di Alicante, 33 deputati per quella di Castellón e 36 deputati per quella di Valencia. Lo Statuto d'Autonomia inoltre stabilisce che per poter ottenere un seggio, i candidati devono far parte di una lista che raggiunga almeno il 5% dei voti totali di tutta la Comunità. Per le liste che superano il suddetto limite, il sistema che si utilizza è il Metodo D'Hondt.

## Storia

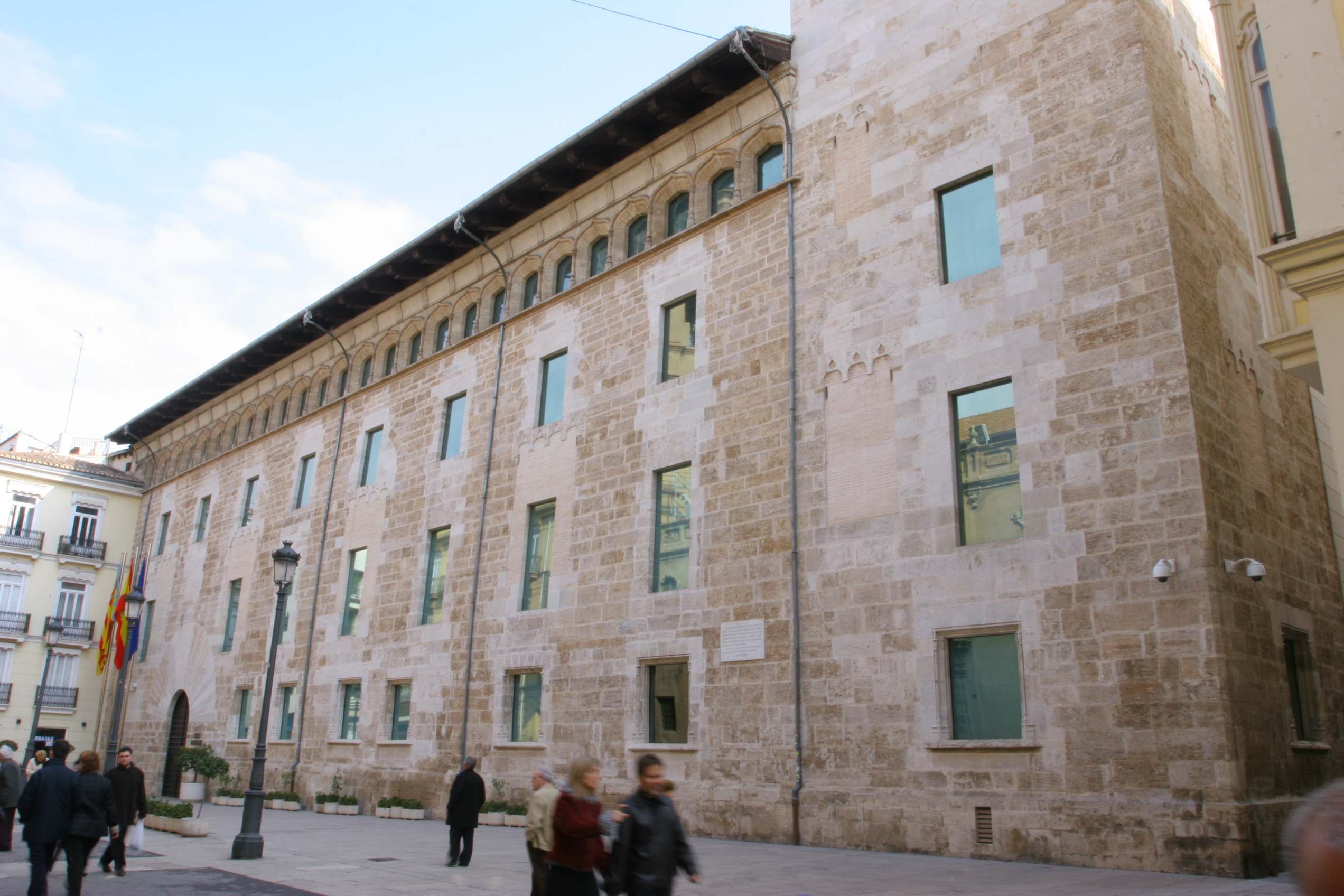
Palazzo di Benicarló, sede delle Corts Valencianes.

Dopo la conquista e durante il regno di Giacomo I d'Aragona, le necessità economiche e militari della Corona motivarono alcune riunioni del re con i rappresentanti delle tre classi sociali (la nobiltà, che controllava la base militare, il clero e la borghesia), per ottenere prestazioni militari o economiche.
Tuttavia, delle riunioni sotto il regno di Giacomo I, la più importante fu quella dell'anno 1261 a Valencia, in cui il re giurò e promulgò i Fueros de Valencia.
Come dimostrazione dell'importanza economica delle corti per la Corona, il re giurò i fueros in cambio di 48.000 soldi, che vennero riuniti e donati dalla città di Valencia e dai villaggi e dalle città della Huerta de Valencia che appartenevano al clero e alla nobiltà, oltre che dalle città di Castellón de la Plana, Vilafamés, Onda, Llíria, Corbera, Cullera e Gandía.
In queste Corti, il re Giacomo I instaurò per i suoi successori l'obbligo di celebrare la Corte generale a Valencia all'inizio di ogni regno, appena i regnanti si fossero insediati nella città. La norma venne reiterata sia nelle Corti successive presiedute dallo stesso re, sia in quelle celebrate da suo figlio, Pietro III il Grande, il quale stabilì l'obbligo della convocazione delle corti al primo mese di ogni regno.
Queste erano le uniche riunioni obbligatorie, ma il re poteva riunire le Corti anche in altre occasioni, secondo le necessità.
Nel 1302, Giacomo II stabilì l'obbligo della celebrazione delle Corti ogni tre anni. Più tardi, Pietro il Cerimonioso, nelle Corti di Valencia del 1336, confermò questa celebrazione triennale precisando che si doveva tenere il giorno di Ognissanti.
È tra il XIII secolo e l'inizio del XIV secolo che si aggiunsero le restanti città e paesi del Regno di Valencia che ancora non erano entrate a far parte delle Corti, e nel 1329 si conseguì una rappresentatività territoriale completa.
A partire da questo momento, non sempre si riunirono le città e i paesi più importanti, bensì si riunirono gli uni o gli altri a seconda dei temi trattati. Nonostante ciò, la rappresentanza era generalmente grande. Per esempio, alle Corti di Valencia dell'anno 1510 erano rappresentati: Ademuz, Alicante, Alcoy, Alpuente, Alcira, Biar, Bocairente, Burriana, Caudete, Castellón de la Plana, Castielfabib, Cullera, Liria, Morella, Onteniente, Orihuela, Penàguila, Peñíscola, Valencia, La Vila Joiosa, Villarreal, Játiva, Jérica y Jijona.
Le Corti di Valencia dell'anno 1418 crearono la Generalitat Valenciana, con una durata stabilita degli incarichi di tre anni, ed è proprio a metà del XV secolo che le istituzioni valenciane possono dirsi pienamente consolidate.
Successivamente, con l'unificazione delle corone di Castiglia e della corona di Aragona, le Corti Valenciane vennero a perdere leggermente potere e furono convocate con meno frequenza durante tutto il XVI secolo, con un peggioramento nel XVII secolo che, di fatto, sancì la decadenza dell'organo legislativo tanto che le ultime Corti furono celebrate a Valencia nel 1645, ma è solo dopo la Guerra di Successione Spagnola del 1707 e i Decreti di Nueva Planta che si abolì il diritto forense valenciano.
Da quel momento le Corti Valenciane non furono più convocate né celebrate fino alla loro nuova istituzione avvenuta nel 1982 attraverso lo Statuto d'Autonomia. Dall'entrata in vigore del suddetto Statuto, le moderne Corti hanno il ruolo di camera legislativa representativa con suffragio universale. La camera è stata riunita varie volte fuori dalla città di Valencia, fatto che è stato incoraggiato nelle ultime legislature a partire dal 2006, quando è stata riunita nella città di Elche.